# Holyoke

### 1.Holyoke
Holyoke, Massachusetts là một thành phố thuộc quận Hampden trong tiểu bang thịnh vượng chung Massachusetts, Hoa Kỳ. Thành phố có tổng diện tích km², trong đó diện tích đất là km². Theo điều tra dân số Hoa Kỳ năm 2010, thành phố có dân số 39.880 người. Wikipedia
Mã bưu chính: 01040, 01041 (P.O.)
Thời tiết: 26 °C, Gió Hướng Đông Bắc với 10 km/h, 56% Độ ẩm
Thị trưởng: Alex Morse
Dân số: 40.358 (2018)
Diện tích: 59,05 km² (55,17 km² Land / 3,885 km² Water)
Khách sạn: Trung bình 3 sao 3.361.552 ₫.
Giờ địa phương: Thứ Hai 10:43
Trường đại học: Holyoke Community College

### 2.Các điểm thu hút du lịch
Mount Tom: https://www.google.com/travel/things-to-do/see-all?g2lb=2502548,4258168,4260007,4270442,4274032,4305595,4306835,4317915,4328159,4347306,4364504,4366684,4367952,4371335,4381263,4384468,4386665,4395590,4398672,4401769,4270859,4284970,4291517,4316256&hl=vi&gl=vn&un=1&otf=1&dest_mid=/m/0tzls&dest_state_type=sattd&dest_src=tsvr&poi_mid=/m/07yyx8
Mount Tom State Reservation: https://www.google.com/travel/things-to-do/see-all?g2lb=2502548,4258168,4260007,4270442,4274032,4305595,4306835,4317915,4328159,4347306,4364504,4366684,4367952,4371335,4381263,4384468,4386665,4395590,4398672,4401769,4270859,4284970,4291517,4316256&hl=vi&gl=vn&un=1&otf=1&dest_mid=/m/0tzls&dest_state_type=sattd&dest_src=tsvr&poi_mid=/m/03grhpg
Dinosaur Footprints: https://www.google.com/travel/things-to-do/see-all?g2lb=2502548,4258168,4260007,4270442,4274032,4305595,4306835,4317915,4328159,4347306,4364504,4366684,4367952,4371335,4381263,4384468,4386665,4395590,4398672,4401769,4270859,4284970,4291517,4316256&hl=vi&gl=vn&un=1&otf=1&dest_mid=/m/0tzls&dest_state_type=sattd&dest_src=tsvr&poi_mid=/m/04jf72c